# Andrée Dupont-Roc
Andrée Dupont-Roc ist eine französische Curlerin. 
Ihr internationales Debüt hatte Dupont-Roc bei der Weltmeisterschaft 1984 in Perth, sie blieb aber ohne Medaille. 
Dupont-Roc spielte als Second der französischen Mannschaft bei den XV. Olympischen Winterspielen 1988 in Calgary im Curling. Die Mannschaft belegte den achten Platz.